# Malika Embarek
Malika Embarek López (Madrid, 1945) es una traductora técnica y jurada de francés hispanomarroquí, aunque su auténtica vocación es la traducción literaria. Es autora de más de 70 traducciones y está especializada en literatura magrebí de expresión francesa, de autores como Leila Slimani, Tahar Ben Jelloun, Edmond Amran El Maleh, Abdelwahab Meddeb, Mouloud Feraoun, Haïm Zafrani, Boualem Sansal, entre otros. También ha participado en traducciones de otros autores marroquíes de expresión árabe como Mohamed Chukri, Abdellah Laroui, Rachid Nini. Imparte clases de traducción literaria.

## Trayectoria
Embarek es licenciada en Filología Hispánica por la Universidad Mohamed V de Rabat. Nacida en Madrid, ha vivido entre Marruecos y España. Hispanista de formación, se dedica profesionalmente a la traducción literaria. De entre los escritores francófonos traducidos destaca Tahar Ben Jelloun. Especialmente relevantes son sus traducciones de las dos novelas del marroquí Edmond El Maleh, tituladas Recorrido inmóvil y Mil años, un día, o sus traducciones de Rachid Nini, Mouloud Feraoun o Boualem Sansal. Sus traducciones han aparecido en editoriales como Ediciones del Oriente y del Mediterráneo, Círculo de Lectores, Debate, Alfaguara o Alianza. Ha participado en multitud de foros, mesas redondas o congresos sobre literatura francófona y actividades relacionadas con la traducción.
Participó en la película documental Mapa emocional de Tánger, dirigida por José Ramón da Cruz (2013).
En 2015 fue galardonada con el I Premio Gerardo de Cremona para la Promoción de la Traducción en el Mediterráneo, compartido con el traductor Saleh Almani, la Escuela de Traductores e Intérpretes de Beirut y Next Page Foundation de Bulgaria. Obtuvo el Premio Nacional a la Obra de un Traductor correspondiente a 2017, concedido por el Ministerio de Educación, Cultura y Deporte por «su plena dedicación a la labor de traducción y por constituir un ejemplo único de mestizaje, de relación fructífera entre el norte y el sur, de diálogo de culturas y de difusión de la mejor literatura magrebí y francesa».
Sus últimas traducciones publicadas son: Sexo y mentiras. La vida sexual en Marruecos, de Leila Slimani (2018); Canción dulce, de Leila Slimani (2017); Zoco Chico, de Mohamed Chukri (2015), y El islam que da miedo, de Tahar Ben Jelloun (2015).

## Reconocimientos
- Premio Nacional a la Obra de un Traductor, concedido por el Ministerio de Educación, Cultura y Deporte (2017)
- Premio Gerardo de Cremona para la Promoción de la Traducción en el Mediterráneo (2015), compartido con el traductor Saleh Almani, la Escuela de Traductores e Intérpretes de Beirut y Next Page Foundation de Bulgaria